# Brama Indii (Delhi)
Brama Indii (hindi: इण्डिया गेट; pierwotnie Ku czci wszystkich Hindusów poległych na wojnach) – zabytek znajdującym się w Delhi, zbudowany przez Edwina Lutyensa ku chwale indyjskich żołnierzy, którzy zginęli w I wojnie światowej i na wojnach z Afganistanem. 

## Historia
Budowlę ufundował 10 lutego 1921 roku  Artur, książę Connaught. Nazwiska poległych żołnierzy zostały wyryte na ścianach Bramy. Budowę ukończono w roku 1931. W 1971 utworzono grób nieznanego żołnierza.
Mierząca 42 m Brama jest położona w bardzo ważnym punkcie miasta, w którym zbiega się wiele ulic. Ruch odbywa się w pobliżu tego zabytku zawsze, chyba że zakażą tego władze - z różnych przyczyn (np. ataku terrorystów). Trawniki wokół bramy zawsze przyciągają wielu ludzi na odpoczynek, szczególnie nocą, kiedy Brama Indii jest oświetlona.

## Inskrypcja

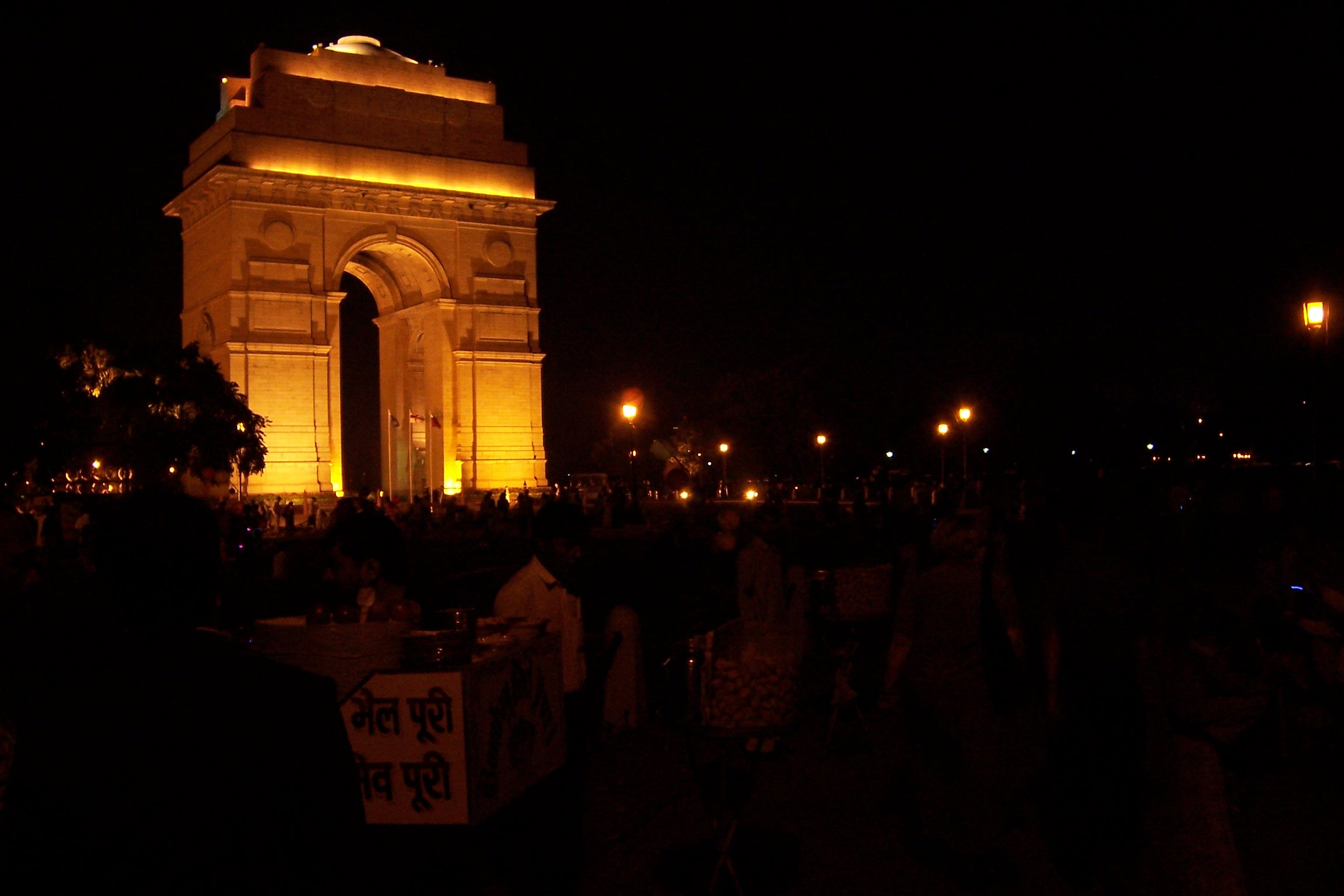
Brama Indii nocą

Na górze napisano wielkimi literami:
To the dead of the Indian armies who fell honoured in France and Flanders Mesopotamia and Persia East Africa Gallipoli and elsewhere in the near and the far-east and in sacred memory also of those whose names are recorded and who fell in India or the north-west frontier and during the Third Afgan War.
Co znaczy:
Zmarłym z indyjskich armii, którzy polegli z honorem we Francji i Flandrii, Mezopotamii i Persji, Afryce Wschodniej, półwyspie Gallipoli i wszędzie na Bliskim i Dalekim Wschodzie oraz w uświęconej pamięci także tym, których imiona zostały zapamiętane, a którzy polegli w Indiach lub na granicy północno-zachodniej podczas trzeciej wojny afgańskiej.